# Makkalandha, Kanakapura
Makkalandha là một làng thuộc tehsil Kanakapura, huyện Ramanagara, bang Karnataka, Ấn Độ.